# (9242) Olea
(9242) Olea est un astéroïde de la ceinture principale.

## Description
(9242) Olea est un astéroïde de la ceinture principale. Il fut découvert le 6 février 1998 à La Silla par Eric Walter Elst. Il présente une orbite caractérisée par un demi-grand axe de 2,29 UA, une excentricité de 0,17 et une inclinaison de 5,1° par rapport à l'écliptique.

## Compléments